# شهرستان برتی (کارولینای شمالی)
شهرستان برتی، کارولینای شمالی (به انگلیسی: Bertie County, North Carolina) یک سکونتگاه مسکونی در ایالات متحده آمریکا است که در کارولینای شمالی واقع شده‌است.

## خصوصیات
شهرستان برتی ۱٬۹۱۹٫۱۹ کیلومترمربع مساحت دارد.